# Chinees Keizerrijk

Vlag van het Keizerrijk van 1889 tot 1911

Het Chinees Keizerrijk bestond tussen het jaar 221 v.Chr. en 1911.

## Geschiedenis
Voor het jaar 221 v.Chr. waren er in China verscheidene onafhankelijke vorstendommen (die periode wordt beschreven in het artikel Prehistorie in China). In 221 v.Chr werd China verenigd door Ying Zheng (嬴政), de koning (王 wáng) van de staat Qin, die alle andere Strijdende Staten wist te veroveren; historici laten in dit jaar de Qin-dynastie beginnen. Om dit te vieren en zichzelf te verheffen boven alle andere koningen, nam Ying Zheng de titel Shi Huangdi (始皇帝) aan, letterlijk 'eerste verheven heerser', maar in het Nederlands vaak vertaald als 'eerste keizer' (het Nederlandse woord keizer komt van Caesar). Tijdens de Han-dynastie (206 v.Chr.-220 n.Chr.) werd het rijk uitgebreid tot in Korea, Vietnam en Centraal-Azië.
Hierna volgde een periode van verwarring, kortdurende dynastieën volgen elkaar snel op. Een van de rustpunten in deze periode was de Tang-dynastie (618-907). Deze dynastie was een bloeitijd voor China. Onder de keizers van de Tang werd ook het examenstelsel ingevoerd, dit hield in dat iedereen die ambtenaar wilde worden moest slagen voor een serie examens. Vanaf de 9e eeuw nam de macht van de keizer toe en verplaatste het economisch centrum zich naar het zuiden.
Marco Polo zou China hebben bezocht rond 1280, toen hier de Mongoolse Yuan-dynastie aan de macht was. Onder de etnisch Chinese Ming-dynastie (1368-1644) werd aanvankelijk groot initiatief genomen tot zeehandel en exploratie door admiraal Cheng Ho, maar in de tweede helft van de vijftiende eeuw werd meer nadruk gelegd op de eigen Chinese waarden en werd de invloed van buitenaf geweerd. Later, onder de Qing-dynastie van de Mantsjoe (1644-1911), nam de druk van het Westen weer toe. In 1911 werd het keizerrijk uiteindelijk tijdens de Xinhai-revolutie omver geworpen en werd de Republiek China uitgeroepen.

## Chinese dynastieën
Hieronder volgt een lijst van dynastieën die China in de loop der eeuwen regeerde. De lijst is in chronologische volgorde opgezet.

### Pre-keizerlijke dynastieën
- Xia — ca. 2200 v.Chr.–1750 v.Chr. (historici betwijfelen of deze dynastie echt heeft bestaan of mythologisch is)
- Shang — ca. 1766 v.Chr.–1122 v.Chr. (de eerste dynastie waarvan het bestaan met zekerheid is aangetoond)
- Zhou — 1122 v.Chr.–256 v.Chr.
  - Westelijke Zhou — 1122 v.Chr.–771 v.Chr.
  - Oostelijke Zhou — 771 v.Chr.–256 v.Chr.
    - Periode van Lente en Herfst — 771 v.Chr.–481 v.Chr./403 v.Chr.
    - Periode van de Strijdende Staten — 403 v.Chr.–221 v.Chr.

### Keizerlijke dynastieën
Vanaf de Qin-dynastie is er officieel sprake van een Chinees keizerrijk.
- Qin — 221 v.Chr.–206 v.Chr.
- Han — 206 v.Chr.–220
  - Westelijke Han — 206 v.Chr.–9 na Chr.
  - Wang Mang de Overweldiger — 9–23
  - Oostelijke Han — 25–220
- Zes Dynastieën : Periode van Verdeeldheid — 220–589
  - Drie Koninkrijken — 220–280:
    - Wei — 220–265 (vervangen door Jin in 265)
    - Shu-Han — 221–263
    - Wu — 222 (229) – 280

  - Jin-dynastie (265-420)
    - Periode (265-316)
      - Tijdelijke hereniging onder de Jin-dynastie — 280–291
      - Oorlog van de Acht Prinsen : opnieuw burgeroorlog (291–311)
      - Inval van de Xiongnu (311–316) : de Vroegere Zhao

    - Periode (317–420)
      - Zuid:
        - Oostelijke Jin-dynastie (317–420)

      - Noord:
        - Periode van de Zestien Koninkrijken (317–386)
        - Noordelijke Wei-dynastie (386–534) verovert wat er nog over was van de Zestien Koninkrijken.

  - Zuidelijke en Noordelijke Dynastieën (420–589)
    - Zuid
      - Liu Song (420–479), Zuidelijke Qi (479–502), Liang (502–557), Chen (557–589)

    - Noord
      - Noordelijke Wei-dynastie (386–534) : splitst in Oost en West in 534
        - Oostelijke Wei (vanaf 550: Noordelijke Qi)
        - Westelijke Wei (vanaf 557: Noordelijke Zhou)
          - Noordelijke Zhou (vanaf 581: Sui); verovert Noordelijke Qi in 577, Westelijke Liang in 587 en Chen in 589 en herenigt daarmee China
- Sui — 589–618
- Tang — 618–907
- Vijf Dynastieën en Tien Koninkrijken — 907–960
  - Noord: Vijf Dynastieën, o.a. Latere-Zhou
  - Zuid: Tien Koninkrijken
- Liao-dynastie — 916-1125
- Noordelijke Song — 960–1127
- Deling
  - Noord: Jin (Jurchen) — 1115–1234
  - Zuid: Zuidelijke Song-dynastie — 1127–1279
- Yuan — 1234–1368
- Ming — 1368–1644
- Qing — 1644–1912